# 27-й стрелковый полк
27-й стрелковый полк (эст. 27. Laskurpolk), полное название 27-й стрелковый Эстонский ордена Кутузова полк (в/ч 11140) — эстонский стрелковый полк, воевавший в годы Великой Отечественной войны в составе 7-й Эстонской стрелковой дивизии и 8-го Эстонского стрелкового корпуса.

## Командование

### Командиры[1]
- майор Гросман, Карл Иванович (22 февраля — 24 августа 1942)
- подполковник Кунд, Густав Генрихович (24 августа 1942 — 3 октября 1943)
- полковник Транкманн, Николай Михайлович (3 октября 1943 — 8 февраля 1945)
- полковник Горн, Эльмар Иванович (8 февраля — 29 марта 1945)
- полковник Томинг, Йоханн Янович (29 марта — 17 мая 1945)

### Заместители командира
- майор Ряяк, Аин Хандрикович, заместитель командира по строевой части[2]
- майор Тайнас, Ян Юрьевич[2]

### Начальники штаба полка
- майор Уганд, Андрей Александрович[2]
- полковник Лессель, Гарри Рихардович[эст.]
- майор И. А. Гельм, заместитель по политчасти

### Комиссары
- полковник Пуста, Август Августович[эст.], также комиссар 7-й стрелковой дивизии[3] и 8-го стрелкового корпуса[4]
- майор Михаил Кукли

### Командиры батальонов
- капитан Рауд, Арнольд Иванович[эст.]
- капитан Ванаселья, Николай Сиймович (2-й батальон)
- капитан Кононов, Александр Густавович
- старший лейтенант Райанг, Оскар Густавович
- капитан Лааси, Эвальд-Генрих Александрович

## Структура
- 1-й батальон 27-го стрелкового полка
- 2-й (лыжный) батальон 27-го стрелкового полка
- 3-й батальон 27-го стрелкового полка